# José Ferreira (ciclista)
José Ferreira de Amorin (nascido em 19 de maio de 1934) é um ex-ciclista venezuelano.
Participou nos Jogos Olímpicos de 1960, em Roma, terminando na vigésima terceira posição no contrarrelógio por equipes (100 km). Na prova de estrada, foi o sexagésimo terceiro.